# Шестановац
Шестановац је насељено место и седиште општине у Сплитско-далматинској жупанији, Република Хрватска.

## Историја
До територијалне реорганизације у Хрватској налазио се у саставу старе општине Омиш.

## Становништво
На попису становништва 2011. године, општина Шестановац је имала 1.958 становника, од чега у самом Шестановцу 426.

### Општина Шестановац
| Број становника по пописима | Број становника по пописима | Број становника по пописима | Број становника по пописима | Број становника по пописима | Број становника по пописима | Број становника по пописима | Број становника по пописима | Број становника по пописима | Број становника по пописима | Број становника по пописима | Број становника по пописима | Број становника по пописима | Број становника по пописима | Број становника по пописима | Број становника по пописима |
| --------------------------- | --------------------------- | --------------------------- | --------------------------- | --------------------------- | --------------------------- | --------------------------- | --------------------------- | --------------------------- | --------------------------- | --------------------------- | --------------------------- | --------------------------- | --------------------------- | --------------------------- | --------------------------- |
| 1857                        | 1869                        | 1880                        | 1890                        | 1900                        | 1910                        | 1921                        | 1931                        | 1948                        | 1953                        | 1961                        | 1971                        | 1981                        | 1991                        | 2001                        | 2011                        |
| 2.876                       | 3.702                       | 3.521                       | 4.338                       | 4.725                       | 5.199                       | 5.463                       | 5.327                       | 5.161                       | 5.345                       | 4.973                       | 4.833                       | 3.789                       | 3.318                       | 2.685                       | 1.958                       |

Напомена: Настала из старе општине Омиш. Од 1857. до 1971. садржи део података за општину Задварје.

### Шестановац (насељено место)
| Број становника по пописима | Број становника по пописима | Број становника по пописима | Број становника по пописима | Број становника по пописима | Број становника по пописима | Број становника по пописима | Број становника по пописима | Број становника по пописима | Број становника по пописима | Број становника по пописима | Број становника по пописима | Број становника по пописима | Број становника по пописима | Број становника по пописима | Број становника по пописима |
| --------------------------- | --------------------------- | --------------------------- | --------------------------- | --------------------------- | --------------------------- | --------------------------- | --------------------------- | --------------------------- | --------------------------- | --------------------------- | --------------------------- | --------------------------- | --------------------------- | --------------------------- | --------------------------- |
| 1857                        | 1869                        | 1880                        | 1890                        | 1900                        | 1910                        | 1921                        | 1931                        | 1948                        | 1953                        | 1961                        | 1971                        | 1981                        | 1991                        | 2001                        | 2011                        |
| 0                           | 0                           | 94                          | 97                          | 108                         | 67                          | 0                           | 247                         | 428                         | 807                         | 588                         | 788                         | 383                         | 572                         | 530                         | 426                         |

Напомена: У 1991. повећано за део подручја насеља Катуни. Од 1857. до 1961. део података садржан је у насељу Катуни. Истовремено је смањено за део подручја насеља који је припојен насељу Жежевица, где су и садржани подаци у 1857, 1869. и 1921, као и део података за пописе од 1910. до 1931. и у 1948.

### Попис 1991.
На попису становништва 1991. године, насељено место Шестановац је имало 572 становника, следећег националног састава:
| Попис 1991.‍ | Попис 1991.‍ | Попис 1991.‍ | Попис 1991.‍ | Попис 1991.‍ |
| ----------- | ----------- | ----------- | ----------- | ----------- |
|             |             |             |             |             |
| Хрвати      | Хрвати      |             | 563         | 98,42%      |
| Албанци     | Албанци     |             | 3           | 0,52%       |
| Југословени | Југословени |             | 1           | 0,17%       |
| Чеси        | Чеси        |             | 1           | 0,17%       |
| непознато   | непознато   |             | 4           | 0,69%       |
| укупно: 572 |             |             |             |             |